# Torneo de Sídney 2013
El Torneo de Sídney de 2013 (conocido por motivos comerciales como 2013 Apia International Sydney) es un evento de tenis de la categoría ATP 250 en su versión masculina y Premier en la femenina. Se disputa en canchas duras, dentro de las instalaciones del NSW Tennis Centre en Sídney, Australia. Tiene lugar entre el 6 y el 12 de enero de 2013.

## Cabeza de serie

### Individuales Masculinos
| Tenista            | Ranking | Preclasificada |
| Jo-Wilfried Tsonga | 8       | 1              |
| Richard Gasquet    | 10      | 2              |
| John Isner         | 14      | 3              |
| Gilles Simon       | 16      | 4              |
| Andreas Seppi      | 23      | 5              |
| Fernando Verdasco  | 24      | 6              |
| Florian Mayer      | 28      | 7              |
| Radek Štěpánek     | 31      | 8              |

### Dobles Masculinos
| Tenista                      | Ranking | Preclasificada |
| Bob Bryan Mike Bryan         | 3       | 1              |
| Leander Paes Radek Štěpánek  | 7       | 2              |
| Marcel Granollers Marc López | 16      | 3              |
| Max Mirnyi Horia Tecau       | 16      | 4              |

- Rankings como de 5 de noviembre de 2012.

### Individuales Femeninos
| Tenista             | Ranking | Preclasificada |
| Agnieszka Radwanska | 4       | 1              |
| Angelique Kerber    | 5       | 2              |
| Sara Errani         | 6       | 3              |
| Li Na               | 7       | 4              |
| Petra Kvitova       | 8       | 5              |
| Samantha Stosur     | 9       | 6              |
| Caroline Wozniacki  | 10      | 7              |
| Nadia Petrova       | 12      | 8              |

### Dobles Femeninos
| Tenista                          | Ranking | Preclasificada |
| Sara Errani Roberta Vinci        | 3       | 1              |
| Andrea Hlavackova Lucie Hradecka | 7       | 2              |
| Maria Kirilenko Lisa Raymond     | 13      | 3              |
| Liezel Huber Sania Mirza         | 20      | 4              |

- Rankings como de 5 de noviembre de 2012.

## Campeones

### Individuales masculinos
Bernard Tomic venció a  Kevin Anderson 6-3, 6-7(2-7), 6-3

### Individuales femeninas
Agnieszka Radwanska venció a  Dominika Cibulkova por 6-0, 6-0

### Dobles masculinos
Bob Bryan /  Mike Bryan vencieron a ' Max Mirnyi /  Horia Tecau 6-4 6-4

### Dobles femeninas
Nadia Petrova /  Katarina Srebotnik vencieron a  Sara Errani /  Roberta Vinci por 6-3, 6-4